# 科特桑德桑鎮區 (密蘇里州卡勒韋縣)
科特桑德桑鎮區（英語：Cote Sans Dessein Township）是位於美國密蘇里州卡勒韋縣的一個行政鎮區。

## 地方資料
科特桑德桑鎮區的面積為126.43平方千米，當中陸地面積為122.49平方千米，而水域面積為3.94平方千米。根據2020年美國人口普查的數據，當地共有人口1681人，而人口密度為每平方千米13.3人。